# 米尔豪森 (上普法尔茨行政区)
米尔豪森（德語：Mühlhausen，發音：[myːlˈhaʊzn̩] ⓘ）是德国巴伐利亚州上普法尔茨行政区上普法尔茨地区诺伊马克特县的市镇，面积36.98平方千米，2023年12月31日人口为5,246人。